# O Gebo e a Sombra
O Gebo e a Sombra é uma peça teatral do jornalista e dramaturgo Raul Brandão, escrita em 1923. A peça narra a vida do contabilista Gebo, que procura ocultar de sua esposa Dorotéia, a vida de roubos que comete seu filho João, que misteriosamente volta à vida da família.
Foi adaptado para o cinema em 2012, pelo cineasta português Manoel de Oliveira.

## Personagens
- Gebo
- Doroteia
- João
- Sofia
- Candidinha
- Chamiço